# Samuel Frederick Gray
Samuel Frederick Gray, född den 10 december 1766, död den 2 april 1828, var en brittisk botaniker, mykolog och farmakolog. Han var brorson till botanikern Edward Whitaker Gray och far till zoologerna John Edward Gray och George Robert Gray.
Gray författade The Natural Arrangement of British Plants (1821).
Auktorsnamnet Gray kan användas för Samuel Frederick Gray i samband med ett vetenskapligt namn inom botaniken; se Wikipediaartiklar som länkar till auktorsnamnet.
Auktorsnamnet S.F.Gray kan användas för Samuel Frederick Gray i samband med ett vetenskapligt namn inom botaniken; se Wikipediaartiklar som länkar till auktorsnamnet.